# Louville-la-Chenard
Louville-la-Chenard és un municipi francès, situat al departament de l'Eure i Loir i a la regió de Centre – Vall del Loira. L'any 2007 tenia 278 habitants.

## Demografia

### Població
El 2007 la població de fet de Louville-la-Chenard era de 278 persones. Hi havia 106 famílies, de les quals 24 eren unipersonals (8 homes vivint sols i 16 dones vivint soles), 31 parelles sense fills, 47 parelles amb fills i 4 famílies monoparentals amb fills.
La població ha evolucionat segons el següent gràfic:
Habitants censats

### Habitatges
El 2007 hi havia 136 habitatges, 108 eren l'habitatge principal de la família, 20 eren segones residències i 7 estaven desocupats. 131 eren cases i 5 eren apartaments. Dels 108 habitatges principals, 97 estaven ocupats pels seus propietaris, 9 estaven llogats i ocupats pels llogaters i 2 estaven cedits a títol gratuït; 5 tenien dues cambres, 18 en tenien tres, 31 en tenien quatre i 54 en tenien cinc o més. 83 habitatges disposaven pel capbaix d'una plaça de pàrquing. A 39 habitatges hi havia un automòbil i a 61 n'hi havia dos o més.

### Piràmide de població
La piràmide de població per edats i sexe el 2009 era:
| Homes | Edats   | Dones |
| ----- | ------- | ----- |
| 0     | 95 o +  | 0     |
| 0     | 90 a 94 | 8     |
| 4     | 85 a 89 | 0     |
| 0     | 80 a 84 | 8     |
| 8     | 75 a 79 | 4     |
| 8     | 70 a 74 | 8     |
| 8     | 65 a 69 | 4     |
| 4     | 60 a 64 | 4     |
| 4     | 55 a 59 | 8     |
| 16    | 50 a 54 | 8     |
| 4     | 45 a 49 | 0     |
| 8     | 40 a 44 | 4     |
| 4     | 35 a 39 | 4     |
| 16    | 30 a 34 | 4     |
| 16    | 25 a 29 | 16    |
| 8     | 20 a 24 | 8     |
| 4     | 15 a 19 | 4     |
| 4     | 10 a 14 | 0     |
| 8     | 5 a 9   | 4     |
| 4     | 0 a 4   | 8     |

## Economia
El 2007 la població en edat de treballar era de 173 persones, 131 eren actives i 42 eren inactives. De les 131 persones actives 127 estaven ocupades (76 homes i 51 dones) i 4 estaven aturades (4 dones i 4 dones). De les 42 persones inactives 19 estaven jubilades, 12 estaven estudiant i 11 estaven classificades com a «altres inactius».

### Ingressos
El 2009 a Louville-la-Chenard hi havia 110 unitats fiscals que integraven 292 persones, la mediana anual d'ingressos fiscals per persona era de 19.831 €.

### Activitats econòmiques
Dels 15 establiments que hi havia el 2007, 6 eren d'empreses extractives, 1 d'una empresa de construcció, 6 d'empreses de serveis i 2 d'entitats de l'administració pública.
L'únic servei als particulars que hi havia el 2009 era una fusteria.
L'any 2000 a Louville-la-Chenard hi havia 20 explotacions agrícoles que ocupaven un total de 1.680 hectàrees.

## Poblacions més properes
El següent diagrama mostra les poblacions més properes.